# Polemon I Pytodoros
Polemon I Pytodoros, właśc. Marek Antoniusz Polemon I Eusebes Soter (gr.: Πολέμων Πυθόδωρος, Polémōn Pythódōros) (zm. 8 p.n.e.) – król Pontu od 36, Małej Armenii w latach 33-30 p.n.e. i Bosporu od 15 p.n.e. do swej śmierci.

## Sprzymierzeniec Marka Antoniusza
Polemon był synem i spadkobiercą anatolijskiego Greka Zenona i prawdopodobnie Tryfeny. Ojciec był wybitnym mówcą i arystokratą pochodzącym z Laodikei nad Lykosem (ob. Turcja). Zenon zachęcił miejscowe władze by oprzeć się rzymskiemu wodzowi Tytusowi Labienusowi i królowi Pakorusowi I z Partii, kiedy ich armie najechały Syrię i Anatolię. Zenon był przyjacielem i sprzymierzeńcem Marka Antoniusza, triumwira rzymskiego. Brał wiodącą rolę podczas partyjskiego najazdu w 40 r.
W r. 36 p.n.e. dla zasług Zenona w kampanii partyjskiej, Marek Antoniusz wyznaczył Polemona, jego syna, na króla Pontu. Tego roku Polemon pomagał Rzymianinowi w jego kampanii wojennej przeciwko Partii. Partowie pokonali ich obu. Polemon był schwytany i wzięty do niewoli przez partyjskiego króla. Po wpłaceniu okupu został wypuszczony. Do tego czasu, Polemon panował z Ikonium (ob. Konya) w Likaonii.
W 35 r., Polemon pomógł Antoniuszowi w zawarciu przymierza między królem Artawazdesem I z Medii Atropatene a Rzymem. Król Medii był bowiem sprzymierzeńcem Partii. W 33 r. Antoniusz wyznaczył Polemona na króla Małej Armenii po Dejotarze II Filadelfie.
Podczas bitwy morskiej pod Akcjum w 31 r., Polemon wysłał pomoc wojskową Markowi Antoniuszowi. Po jego śmierci był na łasce zwycięzcy. W 30 r. Oktawian, jako zwycięzca, zostawił mu królestwo Pontu, a odebrał królestwo Małej Armenii. Dał ją innemu królowi, Artawazdesowi I z Medii Atropatene. Kazał Polemonowi jednak czekać na potwierdzenie władzy w Poncie do 26 r., kiedy został uznany za przyjaciela i sprzymierzeńca ludu rzymskiego. Oktawian August przyznał mu berło z kości słoniowej, wyhaftowaną triumfalną szatę. Witał go jako króla, sprzymierzeńca i przyjaciela. To uznanie stało się tradycją w przyznawaniu i wyznaczaniu przyszłych sprzymierzeńców rzymskich.

## Rządy w Bosporze
W r. 17 r. zmarł Asander Filokajsar Filoromajos mąż Dynamis Filoromajos i król Bosporu. Skryboniusz, prawdopodobnie nieślubny syn Farnakesa II, po jego śmierci zgłaszał pretensje do tronu. Królowa Dynamis była zmuszona poślubić go. Skryboniusz mógł dzięki temu małżeństwu rządzić Bosporem. Marek Wipsaniusz Agryppa, rzymski mąż stanu i przyjaciel cesarza, postanowił zainterweniować w sprawy królestwa. Uznał Skryboniusza za zdrajcę oraz skazał go na śmierć w 15 r. Agryppa postanowił umieścić Polemona na jego miejsce. Ten dzięki małżeństwu z Dynamis zasiadł na tronie bosporańskim. Rządził także w Kolchidzie, która została przyłączona do Pontu w 81 r., potem przeszła do Bosporu za króla Farnakesa II.
Polemon panował długo i pomyślnie. Rozszerzył królestwo najdalej do rzeki Tanais. W r. 8 p.n.e. zajął się kampanią wojenną przeciwko Aspurgianom, koczowniczemu szczepowi, który żył powyżej gór Fanagoria. Został przez nich pokonany i wzięty do więzienia, gdzie był zgładzony. Po jego śmierci, Tyberiusz Juliusz Aspurgos Filoromajos, syn Asandra i Dynamis, nastąpił po nim jako król Bosporu. Pytodoris Filometor, wdowa po nim, objęła samodzielną władzę nad Pontem.

## Małżeństwa i potomstwo
Pierwszą żoną Polemona I była królowa Bosporu Dynamis Filoromajos, córka króla Pontu i Bosporu Farnakesa II Filoromajosa. Do małżeństwa doszło w r. 15 p.n.e. Dynamis miała wcześniej dwóch mężów, którzy rządzili z nią w Bosporze. Pierwszym jej mężem był Asander Filokajsar Filoromajos (zm. 17 p.n.e.), a drugim Skryboniusz (zm. 15 p.n.e.) Polemon przybył do Bosporu by nim rządzić razem z żoną. Małżeństwo ich nie trwało długo, ponieważ Dynamis zmarła w 14 p.n.e. Zostawiła po sobie syna z pierwszego małżeństwa Tyberiusza Juliusza Aspurgosa, przyszłego króla Bosporu.
Około r. 14 p.n.e. Polemon wziął sobie drugą żonę. Była nią Pytodoris Filometor, córka Pytodorosa, bogatego greckiego obywatela miasta Tralles oraz Rzymianki Antonii, córki triumwira rzymskiego Marka Antoniusza. Pytodoris urodziła Polemonowi I dwóch synów i jedną córkę:
- Zenon (zm. 34 n.e.), znany jako Zenon Artakses lub Artakses III, późniejszy król Armenii od 18 r.
- Marek Antoniusz Polemon I Filopator (zm. 40 n.e.), późniejszy arcykapłan i władca Olby w Cylicji Trachejskiej 17-37 n.e. Posiadał syna:
  - Marek Antoniusz Polemon II (zm. 70), późniejszy arcykapłan i władca Olby w Cylicji Trachejskiej od 41 r. W 48 r. poślubił z Berenikę, córkę Agryppy I, króla Chalkis i wdowę po kuzynie oraz królu Chalkis Herodzie. W 54 r. rozwiódł się z nią.
- Antonia Tryfena (ur. 10 p.n.e., zm. 55 n.e.), żona Kotysa VIII, króla Tracji. Po śmierci matki objęła władzę w Poncie w 33 r.